# Metanema inatomaria
Metanema inatomaria là một loài bướm đêm trong họ Geometridae.